# فريدريك دبليو. غريفيث
فريدريك دبليو. غريفيث (بالإنجليزية: Frederick W. Griffith)‏ هو سياسي أمريكي، ولد في 17 ديسمبر 1858، وتوفي في 11 يوليو 1928. حزبياً، نشط في الحزب الجمهوري. وقد انتخب عضو جمعية ولاية نيويورك وانتخب عضو مجلس ولاية نيويورك.